# Guillaume Viole
 Guillaume Viole  (né à Paris vers 1515 et  mort à Paris le 4 mai 1568) est un ecclésiastique qui fut abbé commendataire et évêque de Paris de 1564 à 1568.

## Biographie

### Famille et formation
Guillaume Viole est issu d'un famille noble parisienne qui a déjà donné en la personne de son père Pierre un maître de la chambre des comptes du roi et de son oncle Nicolas un prévôt des marchands de Paris (1494-1495). Sa mère se nomme Claudine de Chambon et il nait dans la paroisse Saint-André-des-Arts.
Il fait ses études à l'université de Paris et obtient le 30 avril 1550 une charge de conseiller au Parlement de Paris. 

### Carrière ecclésiastique
Il reçoit en commende l'abbaye Saint-Géraud d'Aurillac et celle de Notre-Dame de Ham. À la suite de la résignation d'Eustache du Bellay, le roi Charles IX le désigne comme évêque de Paris et doyen de Saint-Maur le 21 juin 1564. Avant de recevoir ses bulles pontificales de confirmation, il passe une transaction avec la reine Catherine de Médicis au sujet d'un bien appartenant à l'abbaye de Saint-Maur et unit la mense de l'abbaye Saint-Magloire de Paris à celle de l'évêché de Paris. Il est consacré 18 mars 1565 et il doit faire face à une procédure judiciaire initiée par l'archevêque de Sens qui prétend avoir un droit de regard sur l'investiture des évêques de Paris ses suffragants. Guillaume Viole meurt subitement dans son palais épiscopal le 4 mai 1568 et il est inhumé dans le chœur de la cathédrale Notre-Dame de Paris.